# Kościół Przemienienia Pańskiego w Sobocie
Kościół Przemienienia Pańskiego – rzymskokatolicki kościół cmentarny należący do parafii Świętych Apostołów Piotra i Pawła w dekanacie Piątek diecezji łowickiej.
Świątynia została wybudowana zapewne w pierwszej połowie XVII wieku. Kościół jest orientowany, wzniesiony z drewna, ma konstrukcję zrębową, na zewnątrz jest oszalowany. Nawa budowli ma plan zbliżony do kwadratu, prezbiterium jest węższe i krótsze, wzniesione na planie prostokąta. Przy nawie od strony zachodniej i południowej są umieszczone kruchta i przedsionek, przy prezbiterium natomiast od strony północnej mieści się zakrystia. Wnętrze świątyni jest nakryte stropem z fasetą. Chór muzyczny jest oparty na dwóch słupach. Wiązania dachowe są storczykowe. Budowla nakryta jest dachami dwuspadowymi, składającymi się z gontów. W ołtarzu głównym jest umieszczony obraz Przemienienie Pańskie. Ambona reprezentuje styl rokokowy.